# Prix Iris des meilleurs effets visuels
Le prix Iris des meilleurs effets visuels est une récompense cinématographique québécoise décerné chaque année, depuis 2017 par le Gala Québec Cinéma.

## Palmarès
Source : Québec Cinéma

### Années 2010
- 2017 : Jean-Pierre Boies, Mathieu Jolicoeur et Jean-François Talbot pour King Dave
  - Marc Hall pour Le Cyclotron
  - Daniel Lavoie, André Montambeault et Laurent Spillemaecker pour Un ours et deux amants
  - Martin Lipmann, Cynthia Mourou et Benoît Touchette pour 10 secondes de liberté (Race)
  - John Tate pour Embrasse-moi comme tu m'aimes

- 2018 : Jean-François Ferland pour Les Affamés
  - Alain Lachance pour Hochelaga, terre des âmes
  - Jonathan Piché Delorme, Alexandra Vaillancourt pour Nous sommes les autres
  - Jean-François Ferland, Marie-Claude Lafontaine pour Pieds nus dans l'aube
  - Jean-François Ferland, Olivier Péloquin, Simon Harrisson pour Le Problème d'infiltration

- 2019 : Aurélia Abate, Delphine Lasserre, Bruno Maillard, Benoit Brière, Louis-Philippe Clavet, Valérie Garcia et Étienne Rodrigue pour Dans la brume
  - Jean-Pierre Boies et Jean-François Talbot pour 1991
  - Jean-François « Jafaz » Ferland et Marie-Claude Lafontaine pour La Bolduc

### Années 2020
- 2020 : Benoit Brière, Louis-Philippe Clavet et Kinga Sabela pour Sympathie pour le diable
  - Alain Lachance et Jean-Pierre Riverin pour Le Chant des noms (The Song of Names)
  - Véronique Dessard et Philippe Frère pour Le Projet Hummingbird (The Hummingbird Project)

- 2021 : Sébastien Chartier, Jean-François (Jafaz) Ferland et Marie-Claude Lafontaine pour Jusqu'au déclin
  - Marie-Hélène Panisset et Michael Beaulac pour Suspect numéro un (Target Number One)
  - Barbara Rosenstein et Josh Sherrett pour Blood Quantum (en)

- 2022 : Alain Lachance, Loïc Laurelut, Éric Clément et Marie-Claude Lafontaine pour L'Arracheuse de temps
  - Jean-François « Jafaz » Ferland et Marie-Claude Lafontaine pour Maria Chapdelaine
  - Marie-Claude Lafontaine et Maxime Lapointe pour Au revoir le bonheur

- 2023 : Marie-Claude Lafontaine et Simon Beaupré pour Viking
  - Marc Hall pour Babysitter
  - Marc Hall pour La Cordonnière
  - Marc Hall et Alex GD pour Farador (en)
  - Mathilde Vézina-Bouchard pour Mistral spatial